# Буготакские сопки
Буготакские сопки — сопки, расположенные в Тогучинском районе Новосибирской области России. Памятник природы регионального значения. Площадь охраняемой территории — 701,0 га. Расстояние до Новосибирска — 70 км.

## Описание
Буготакские сопки находятся в пределах Томск-Колыванской складчатой зоны на востоке Новосибирской области. Они тянутся в виде S-образной линии 100 км с северо-востока на юго-запад.
Уникальность памятника природы заключается в том, что южные склоны Буготакских сопок покрывает каменистая степь, тогда как на северных склонах произрастают леса (осины и березы), благодаря чему здесь образовался свой особый животный и растительный мир.

## Сопки с северо-востока на юго-запад
- Сопка Большая — 362 м. На северном склоне построена горнолыжная трасса с подъемником. Севернее Большой находились ещё три сопки, одна из которых была высотой 317 м. Данные сопки исчезли из-за устройства горных карьеров.
- Сопка Мохнатая — 375 м. На вершине сопки находится здание радиостанции.
- Сопка Константиновская. Находится между Мохнатой и Лысой сопками.
- Сопка Лысая — 352 м. Напротив неё расположена безымянная сопка небольших размеров.
- Сопка Холодная. Ранее сопка имела высоту 381 м и была самой высокой сопкой в этом регионе. На ее месте находится карьер для добычи строительных материалов. Холодная соседствует с ещё одной сопкой.
- Небольшая безымянная сопка расположена юго-западнее Лысой и Холодной сопок
- Сопка Рогачева – 323 м.
- Сопка Потапова – 232 м.
- Сопка Зонова. Возле горы Улантова (ранее Булантова).

## Флора и фауна

### Растительный мир
Прострел раскрытый (фиолетовый) и его желтая форма , молодило шароносное, башмачок крупноцветковый, ковыль перистый, ковыль Залесского, венерин башмачок, ауриния скальная (Aurinia saxatilis), лапчатка ползучая.

### Животный мир

#### Насекомые
Павлиний глаз, аполлон, крапивница, пчела-плотник, боярышница, пеструшка темнокрылая, коконопряд малинный, махаон, оса-блестянка, лимонница, голубянка, сенница геро, адмирал, хвостатка спирейная, перламутровка непарная, чернушка енисейская, чернушка циклоп, белянка, шашечница малая, дедка пятноглазый, макромия сибирская.